# 廊下

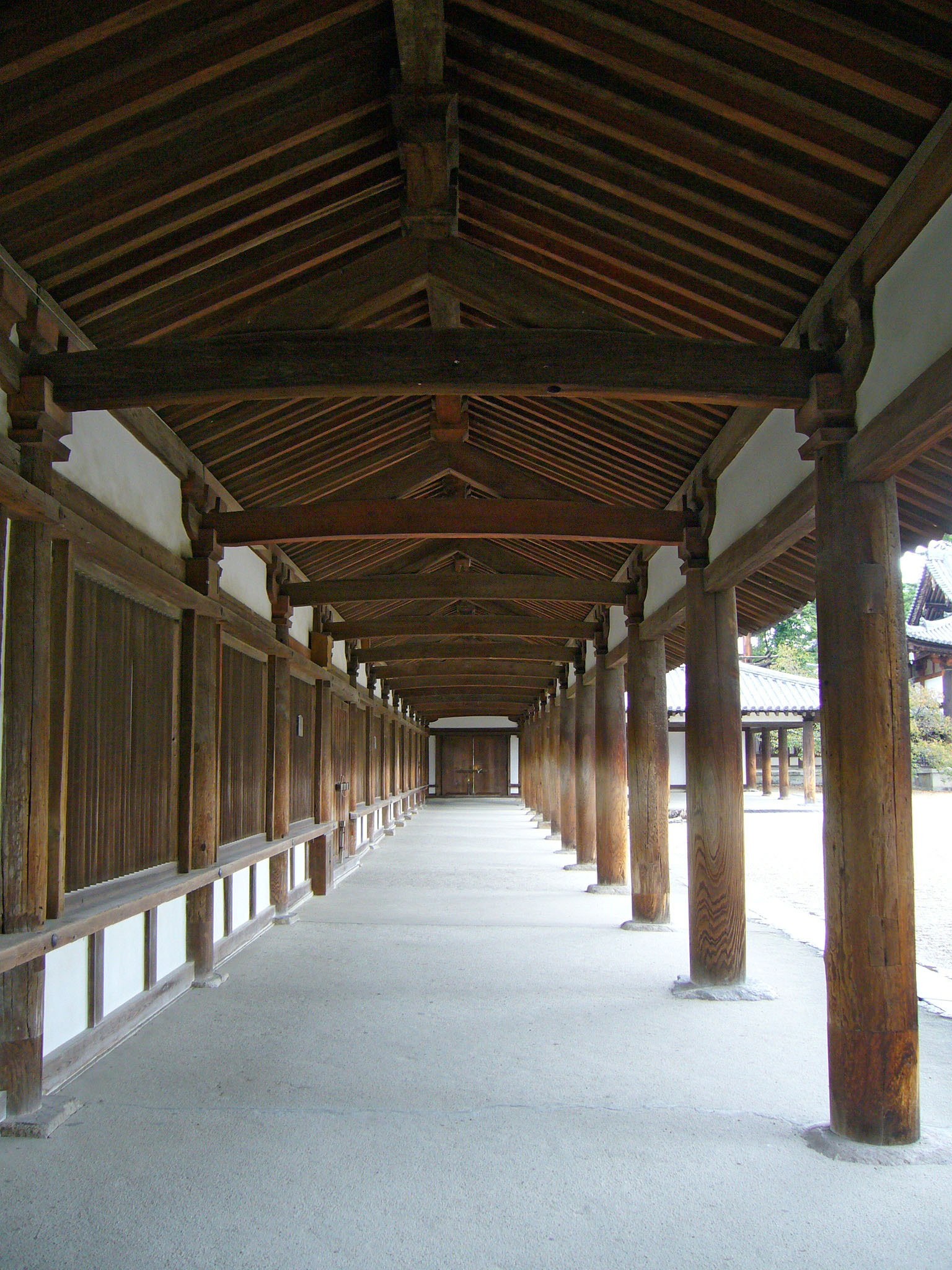
法隆寺の回廊

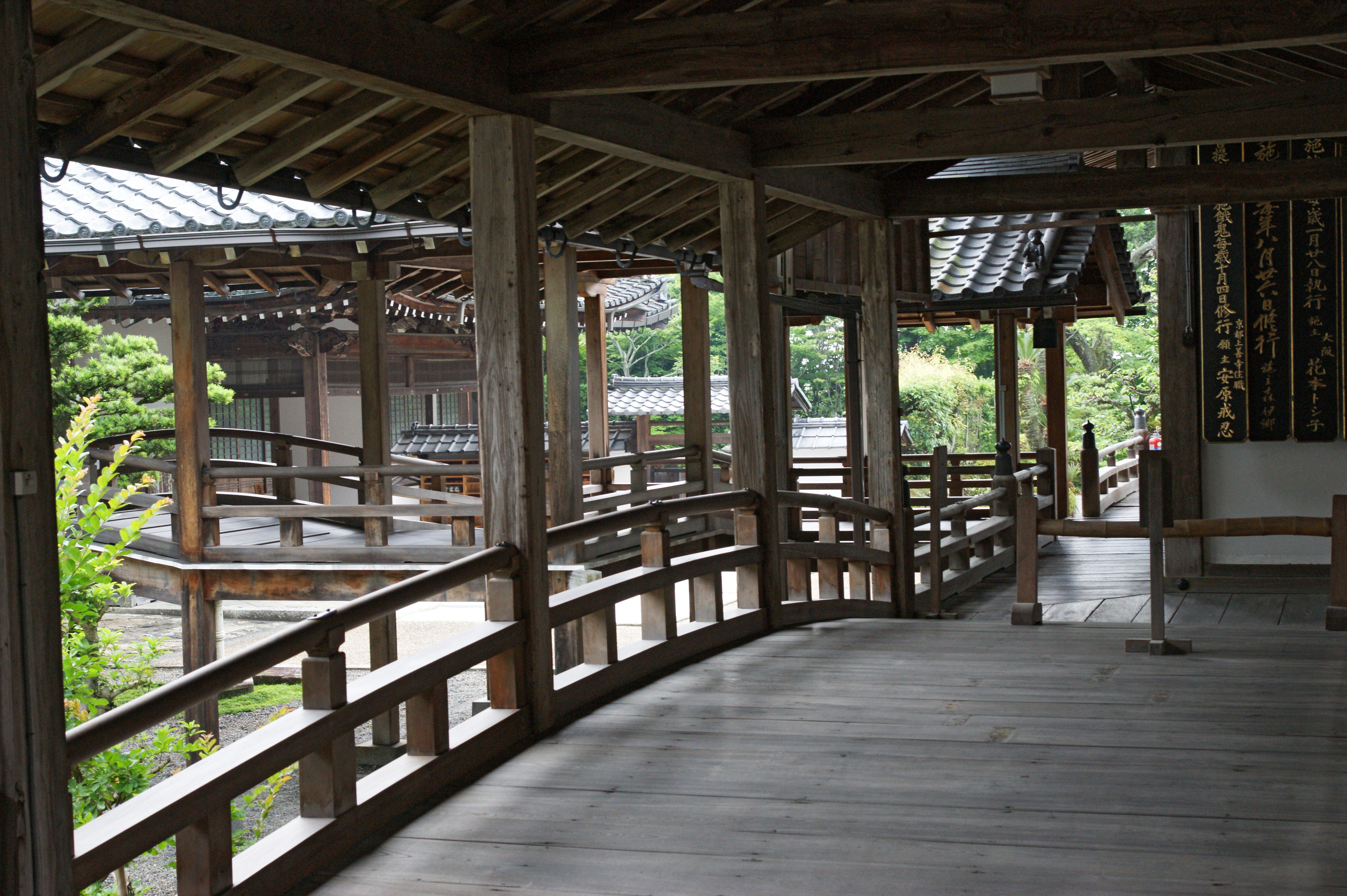
渡り廊下（西教寺）

廊下（ろうか、英: corridor、米: hallway）は、建物の内部・外部に存在する通路。「廊」は差し掛け屋根が連続しており屋根の下が空洞のようになっている空間を意味する。

## 形態

### 片廊下と中廊下
廊下の基本形は片廊下と中廊下の二種類である。これらを複合化して構成した複廊下もある。
片廊下
片廊下は廊下の片側にのみ部屋が設置されている場合である。各部屋の日照、採光、通風、眺望などを均一にでき、通路も外気に接しているため快適に保つことができる。
中廊下
中廊下は廊下の両側に部屋が設置されている場合である。延べ面積に占める通路面積が小さくなり部屋相互の動線距離も短くできる。

### 渡り廊下
主に建物間を接続するための廊下を渡り廊下と呼ぶ。

### 回廊
建物・中庭を取り囲むように造られたものは回廊、クロイスターと呼ばれる。回廊は多くの宗教建築にみられる。

## 歴史

### 西洋建築史
古代ギリシャのアテネの住宅には廊下ですべての部屋を並列に連結させる建築様式（パスタス式）がみられた。

### 日本建築史
寝殿造の渡殿（2つの建物をつなぐ）は、幅が広く取られており、仕切りを区切ったり畳を敷いたりして部屋の代わりとすることがあった。左右に壁のない渡殿は透渡殿と呼ばれた。また、建物のまわりの廊下は簀子（すのこ）と呼ばれた。